# جاي إم. روبنز
جاي إم. روبنز (بالإنجليزية: Jay M. Robbins)‏ هو مدرب خيول أمريكي، ولد في 2 ديسمبر 1945م في باسادينا في الولايات المتحدة.